# Гільча
Гільча — село Здолбунівського району Рівненської області.

## Історія
Старовинне село Гільча Здолбунівського району на Рівненщині.
Давно-давно, як розповідає легенда, на місці східного краю села Гільча І був густий бір, примкнутий до мокристої заплави Усті. В річці розвели гони невтомні будівельники бобри. З року в рік вони зрізали дерева поширюючи, цим оголені місця, безлісі галявини. Якось шукаючи займищ, забрели сюди вихідці з-під Острога і дуже уподобали собі це місце. Згодом тут виросло село Голяче, бо засновано було на голому, бездеревному лісовому місці.
Назва села Гільча часом змінювалась — Гольче, Гольча, Гульча, Гільча.
У селі Гільча, найімовірніше, проживала людина на прізвище чи прізвисько Голко, якому належали ці землі.
Існує й інша легенда про назву села. Жив тут колись пан Йосиф та була в нього донька Ольша. Дуже привітною вона була до простих людей. За це вони її любили і поважали. Коли донька виросла, подарував їй пан маєток. Згодом з цього маєтку виросло молоде село. Тому назвали його Гільчею (Ольшею). Одні кажуть, що від імені панської доньки, інші від слова «гілочка».
Є й інша історія про походження назви с. Гільча — Гульча, кажуть, що гуляв тут Богдан Хмельницький після бою з польською шляхтою.
Уперше Гільчу згадує від 20 червня 1466 року акт, у якому Іван (Янко) Чаплич свідчить, що проміняв успадковані від брата князю Івану Васильовичу Острозькому «отчизну свою правую, село своє Гольче», на двір князя Острозького в Межирічі («Межиречье»).
В 1545 році село належало вже княжні Ільїнській, а в 1557 село відійшло до Острозького замку.
В 1573 році село Гольче було надано Малаховському, пізніше перейшло до князя Івана Сангушка і нарешті подароване ним в 1765 р. Гнату Христофоровичу Підгородецькому, що затвердила «конституція» Сейму 1775 р.
Підгородецький домігся у короля Станіслава Понятовського про надання Гольче статусу містечка, збудував дерев'яний палац, почав організовувати тут прочанські сходини, які приносили великі прибутки. Після смерті Підгородецького в 1825 р. Гольче поступово перейшло знов у село.
Протягом 50 років «Гольче» мало при трасі Дубне — Острог поштову станцію, перенесену в 1874 р. до міста Острога. Вже навесні 1872 р. більша частина села була продана чеським колоністам, котрі заснували в 1874 р. своє поселення іменоване «Гольче Чеське», перейменоване в 1946 р. на Гільчу Другу. У Гільчі Другій до 1947 р. в основному проживали чехи.
Але знамените село Гільча й тим, що на його окраїні є славнозвісне на всій Волині урочище Святий Миколай з джерелами — близнятами у кам'яному гроті (печері).
Вважалося, що ці джерела — не прості, а громові, вибиті божими блискавками і, отже, «цілющі». Тому протягом століть збиралося біля них багато людей.
Коли поміщик Гнат Підгородецький, греко-католик, став власником Гульчі, то побудував замість дерев'яної кам'яну каплицю в формі гроту, чи печери, у якій розмістив ікону Святого Миколая.
Коли Волинський край став належати Росії, Гульчанський греко-католицький священик Іван Сагайданівський після довгих вагань прийняв в 1795 р. православ'я. Прихожани таким чином дістали можливість повернутися до віри предків.
4 квітня 1866 року відбувся невдалий замах на життя російського царя Олександра II. На знак того, що він залишився живий, у святині були проведені обновлювані роботи.
Зверху на аналойчику символічно зображено розкриту книгу. На лівій сторінці книги запис «19 февраля 1861». Це дата відміни кріпацтва Олександром II. На праві сторінці «4 апреля 1861, 25 мая 1867», що означає проміжок часу, протягом якого були проведені ремонтні роботи.
По особливому свято і джерело Святого Миколая шанують у Гільчі. Сюди з'їжджалися люди на свято весняного Миколи 22 травня.
Був час, коли до цього джерела сходились з усіх навколишніх сіл Хресні ходи, люди укріплювали свої душі молитвою і цілющою водою.
Місцевість пов'язана з подіями козацької доби. Вважається, що водою з джерела Святого Миколая смакували повстанці Северина Наливайка.
Втамовували спрагу козаки війська Богдана Хмельницького, які поверталися з-під Берестечка.

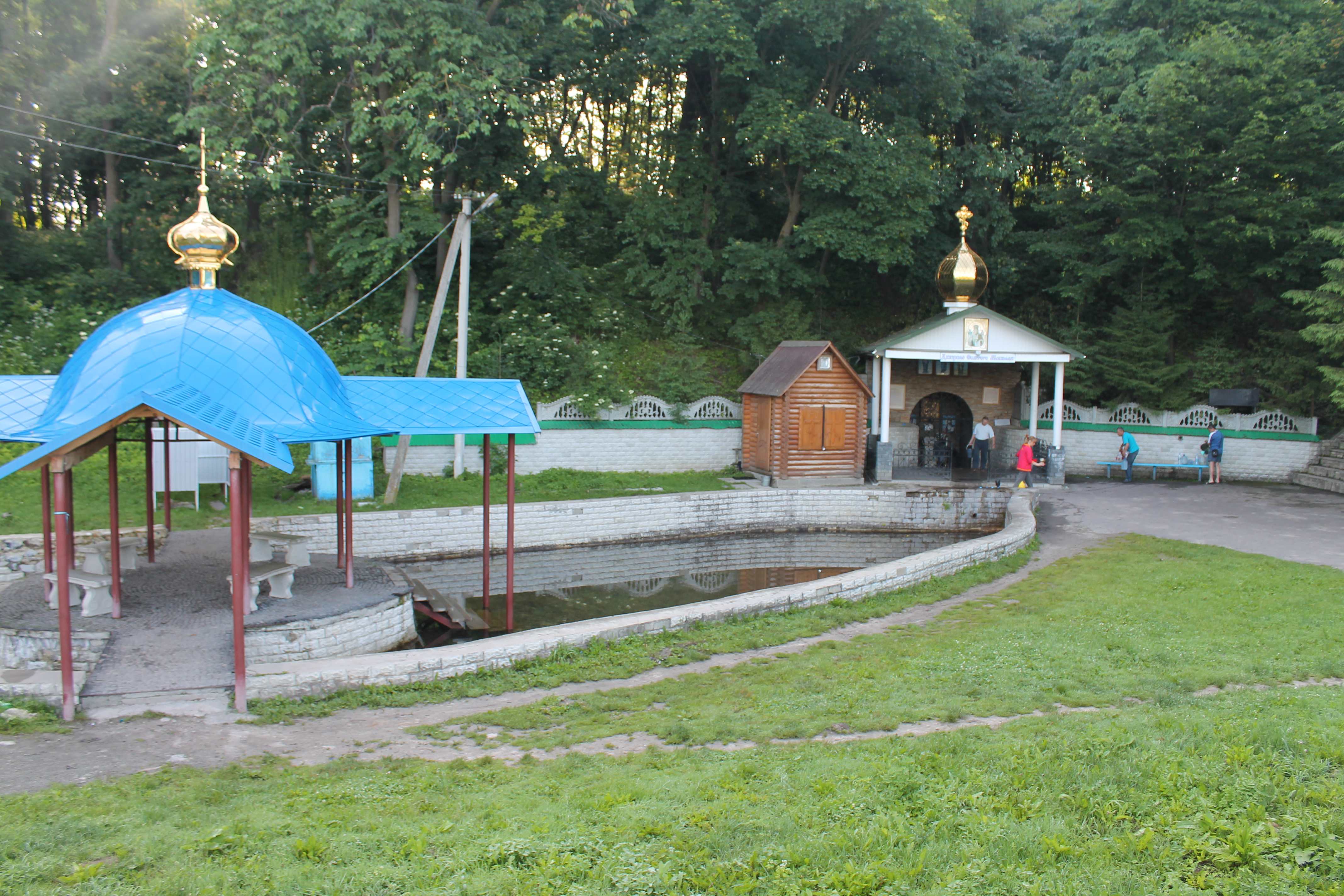
Джерело Святого Миколая

Недалеко від джерела на перехресті теперішніх доріг Здолбунів — Остріг та Гільча — Миротин козаки схоронили полеглих у бою товаришів і по-християнському звичаю насипали Могилу.
Під час будівництва шосейної дороги Здолбунів — Остріг саме в цьому місці було знайдено багато людських кісток, залишки зброї і предмети козацького побуту.
У 1963 році на кургані, збудували пам'ятник Богданові Хмельницькому.
Серед місцевих жителів збереглася і така згадка про ці досить давні події.
Загін козаків, повертаючись із-під Берестечка, зупинився на відпочинок біля джерела. Довідавшись про це, польські задумали розправитися з ними. Одержавши таку звістку, на допомогу прийшла ще одна група козаків, які були поблизу. У битві брало участь з обох сторін більше сотні воїнів. Говорять, що через багато років тут на березі і у полі на північ від джерела знаходили залишки озброєння та козацькі речі.
Поява кургану більш за все може бути пов'язана з цією подією.

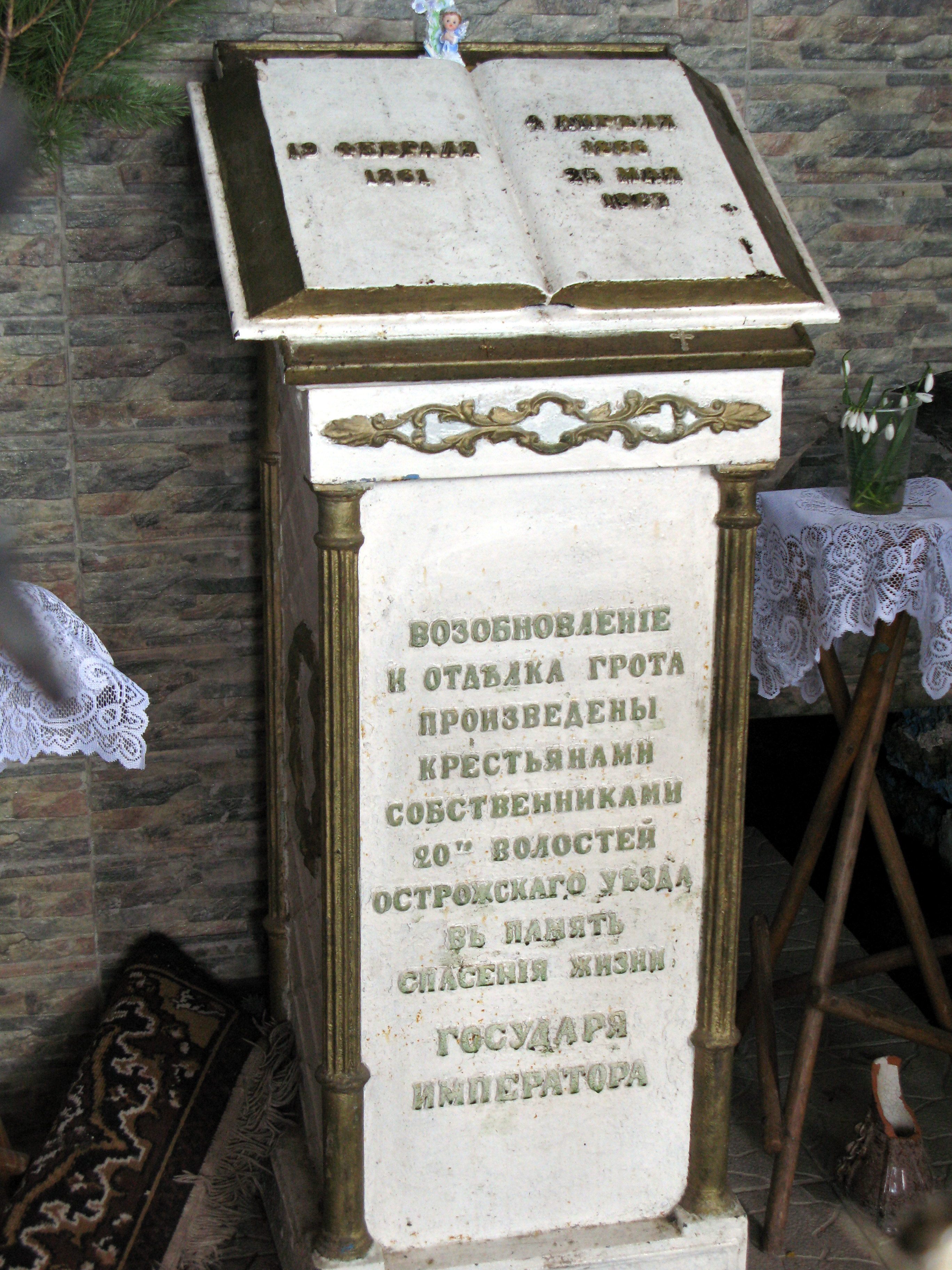

Пов'язана з подіями козацтва і одна з версій походження назви Гульча — Гільча. Бо саме після описаних подій, поховавши вбитих, козаки гуляли-справляли тризну по загиблих.
Урочище Святого Миколая і село Гільча певною мірою увійшло до історії української літератури. Адже мимо джерела по Дубенському тракту, який пролягав через Гільчу, проїжджали видатні письменники України: Тарас Шевченко, Іван Нечуй-Левицький, Олена Пчілка, Михайло Коцюбинський, Улас Самчук, Олесь Гончар та інші.
Свого часу, а саме в 1881 році, побувала біля Урочища Святого Миколая Олена Пчілка (Ольга Петрівна Драгоманова, в одруженні Косач). Свої враження від цієї подорожі вона описала в невеликій віршованій поемці «Гульча».
Веселая Гульче! Не знаю як лучче

Твою милу вроду назвати;

Либонь для виразу найкраще відразу

Те слово простеє узяти.

Не диво, що бавить, до себе на вабить

Та інша місцина рідная,

(Нехай і не гожа)- як зіронька Божа,

Здається ясна, чарівная!

Тебе, Гульчу красну, — не як зорю ясну,

З'єднану з життям моїм тісно,

Тебе я самую у думці милую,

Тебе я люблю безкорисно!
Про саме джерело вона казала:
Славетную «гроту»,- величну пишноту,

Те взгір'я очам одкриває;

Погожа водиця; святая криниця

З печери тії витікає;

Оздоблена гарно, не гине тут марно

Криниці краса надзвичайна:

каміннії сходи, муровані зводи

Поклала рука чиясь дбайна.

## Сучасний стан
Розпорядженням голови Рівненської облдержадміністрації  № 292 від 27 травня 2002 року «Про взяття на державний облік об'єктів культурної спадщини» джерело Святого Миколая (урочище Святого Миколая) у с. Гільча-І  Здолбунівського району взято на державний облік як пам'ятку історії та культури місцевого значення.